# Збірник наукових праць Інституту геологічних наук НАН України
«Збірник наукових праць Інституту геологічних наук НАН України» (рос. Сборник научных трудов Института геологических наук НАН Украины; англ. Collection of scientific works of the Institute of Geological Sciences of the National Academy of Sciences of Ukraine) — наукове фахове видання з питань геології, літології, палеонтології, стратиграфії та гідрогеології. Засноване 1929 року у Києві.
Видання містить результати наукових досліджень, що розглядають як фундаментальні, так і прикладні проблеми загальної та регіональної геології України.
Видається Інститутом геологічних наук НАН України.
Виходить раз на рік трьома мовами (українською, російською та англійською) накладом 200 примірників.
Головний редактор — доктор геолого-мінералогічних наук Петро Гожик.